# ANKAmall

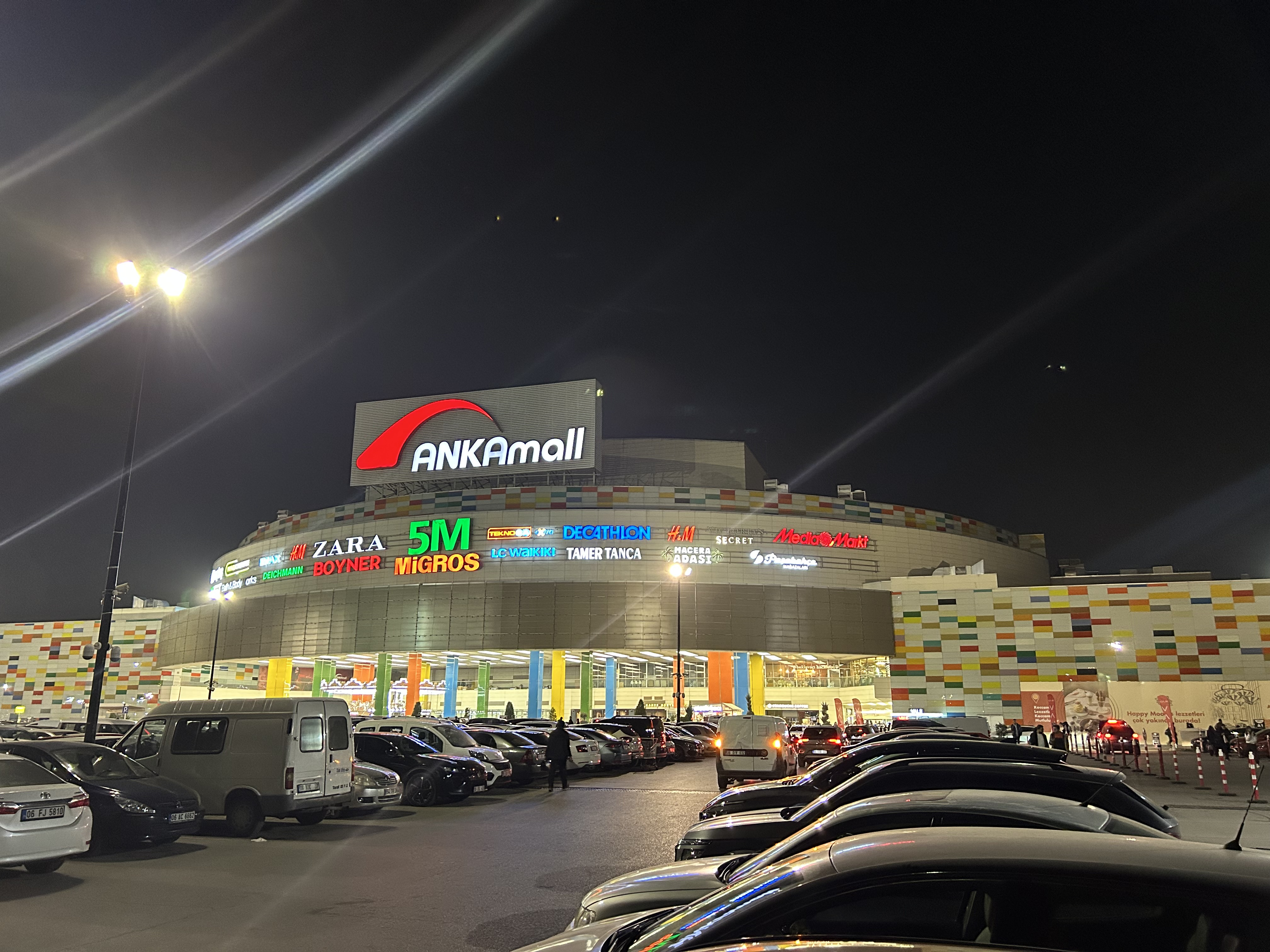
ANKAmall, Ankara (2024)

ANKAmall is een overdekt winkelcentrum in het centrum van Ankara, Turkije. Tot 2006 heette het winkelcentrum Migros (Migros is een van de grootste supermarktenketens in Turkije). In 2006 zijn er vele verbouwingen geweest en is het winkelcentrum groter gemaakt. Men vond het tijd voor een naamsverandering en koos voor de naam ANKAmall.
ANKAmall huisvest meer dan 300 winkels en heeft een oppervlakte van 176.000 vierkante meter. Daarmee is ANKAmall een van de grootste overdekte winkelcentra in Turkije. ANKAmall telt drie etages, waarvan ook de kelder als winkelgebied gebruikt wordt. ANKAmall heeft verder onder andere een parkeergarage en een openluchtparkeerplaats waar 6000 voertuigen gratis kunnen parkeren, een supermarkt, een bioscoop, theater, kinderspeelplaatsen en een fastfoodkring met circa twintig fastfoodrestaurants. Het plein voor ANKAmall wordt soms gebruikt voor openluchtevenementen.
ANKAmall bevindt zich in de wijk Akköprü en is iedere dag van 10.00 uur tot 22.00 uur geopend. Vlak bij ANKAmall bevindt zich het metrostation van Akköprü.